# Metal Is My Life
Metal Is My Life é o terceiro álbum de estúdio da banda fictícia brasileira Massacration. Lançado pela Top Link Music em 12 de julho de 2024, é o primeiro álbum de material inédito do Massacration em 15 anos, desde Good Blood Headbanguers, de 2009.

## Antecedentes
Após um hiato que durou de 2012 a 2016, o Massacration voltou à ativa, lançando Live Metal Espancation, um álbum ao vivo, e os singles "Metal MILF", "Motormetal" e "Metal Galera", lançados entre 2017 e 2020. Em entrevista ao portal Omelete promovendo o videoclipe de "Metal Galera", seu diretor Felipe Torres, que também interpreta o baterista fictício "Jimmy the Hammer", afirmou não descartar a possibilidade do Massacration lançar um novo álbum de estúdio no futuro. Mas isso não aconteceu até o final de 2023, após mais dois singles ("Metal Is My Life" e "Metal Warferas"), quando o vocalista Bruno Sutter (que faz o papel de Detonator na banda) anunciou que um novo álbum do Massacration estava em produção. Em 18 de junho de 2024 o nome do álbum foi confirmado como Metal Is My Life, em 8 de julho o single "Revenge of the Bull" foi lançado, e em 10 de julho a capa e a tracklist foram reveladas.
Originalmente o álbum estava programado para ser lançado no dia 13 de julho de 2024 (o lançamento do álbum coincidiria com o Dia Mundial do Rock e o aniversário de um ano do single-título), mas o lançamento foi movido de última hora para um dia antes – 12 de julho –, devido ao que Sutter descreveu como "sua ansiedade".

## Recepção crítica
O álbum recebeu críticas majoritariamente positivas desde seu lançamento. O Rock'n'Louder descreveu Metal Is My Life como uma "declaração de amor do Massacration ao heavy metal", destacando a qualidade das versões regravadas de "Metal MILF", "Motormetal" e "Metal Galera". Escrevendo para o Confere Rock, Flávio Farias deu uma crítica mista, afirmando que "mesmo que a sonoridade [da banda] não tenha polimento, pode-se ver que [eles] têm boas ideias"; ele particularmente elogiou a faixa "Revenge of the Bull", destacando sua "mensagem séria" em relação "aos maus tratos a que os touros são submetidos nas touradas", mas criticou "November Gay" e "Metal MILF" por serem "piadas de mau gosto" com "tons transfóbicos e preconceituosos em relação à idade, respectivamente", dando ao álbum uma nota de 6 de 10. Em cinco dias desde seu lançamento, Metal Is My Life atingiu mais de 100.000 streamings no Spotify.

## Faixas
"Metal MILF", "Motormetal", "Metal Galera" e "Anal Weapon War" – esta última um outtake do álbum de estreia da banda, Gates of Metal Fried Chicken of Death, de 2005 – foram todas regravadas para o álbum. "November Gay" é uma paródia de "November Rain", do Guns N' Roses.
Todas as letras foram escritas por Detonator, exceto "Anal Weapon War", escrita por Detonator e Blondie Hammett. Todas as músicas foram compostas pelo Massacration.
| N.º | Título                  | Duração |  |
| 1.  | "Macetation Apocalypse" | 3:44    |  |
| 2.  | "Revenge of the Bull"   | 3:40    |  |
| 3.  | "November Gay"          | 4:51    |  |
| 4.  | "Metal MILF"            | 3:57    |  |
| 5.  | "Flight of the Chicken" | 4:29    |  |
| 6.  | "Metal Galera"          | 4:26    |  |
| 7.  | "Metal Is My Life"      | 3:50    |  |
| 8.  | "Metal Warferas"        | 3:20    |  |
| 9.  | "March of Headbenze"    | 3:40    |  |
| 10. | "Motormetal"            | 3:10    |  |
| 11. | "Anal Weapon War"       | 4:17    |  |

## Créditos

##### Massacration
- Detonator (Bruno Sutter) – vocais
- Metal Avenger (Marco Antônio Alves) – guitarra solo
- Red Head Hammett (Franco Fanti) – guitarra base

##### Convidados
- Straupelator (Fernando Lima) – bateria
- El Mudo (Marco Klein) – baixo elétrico

##### Produção
- Alexandre Russo – produção
- Leandro Dexter – arte da capa